# Fukui
Fukui är residensstad i Fukui prefektur i Japan, och är belägen i området Hokuriku i Chuburegionen på ön Honshu, vid kusten mot Japanska havet. Folkmängden uppgår till cirka 266 000 invånare.
Staden har sedan 2000
status som speciell stad (japanska: 特例市?, Tokureishi) enligt lagen om lokalt självstyre.
Staden drabbades av en större jordbävning 1948.

## Externa länkar

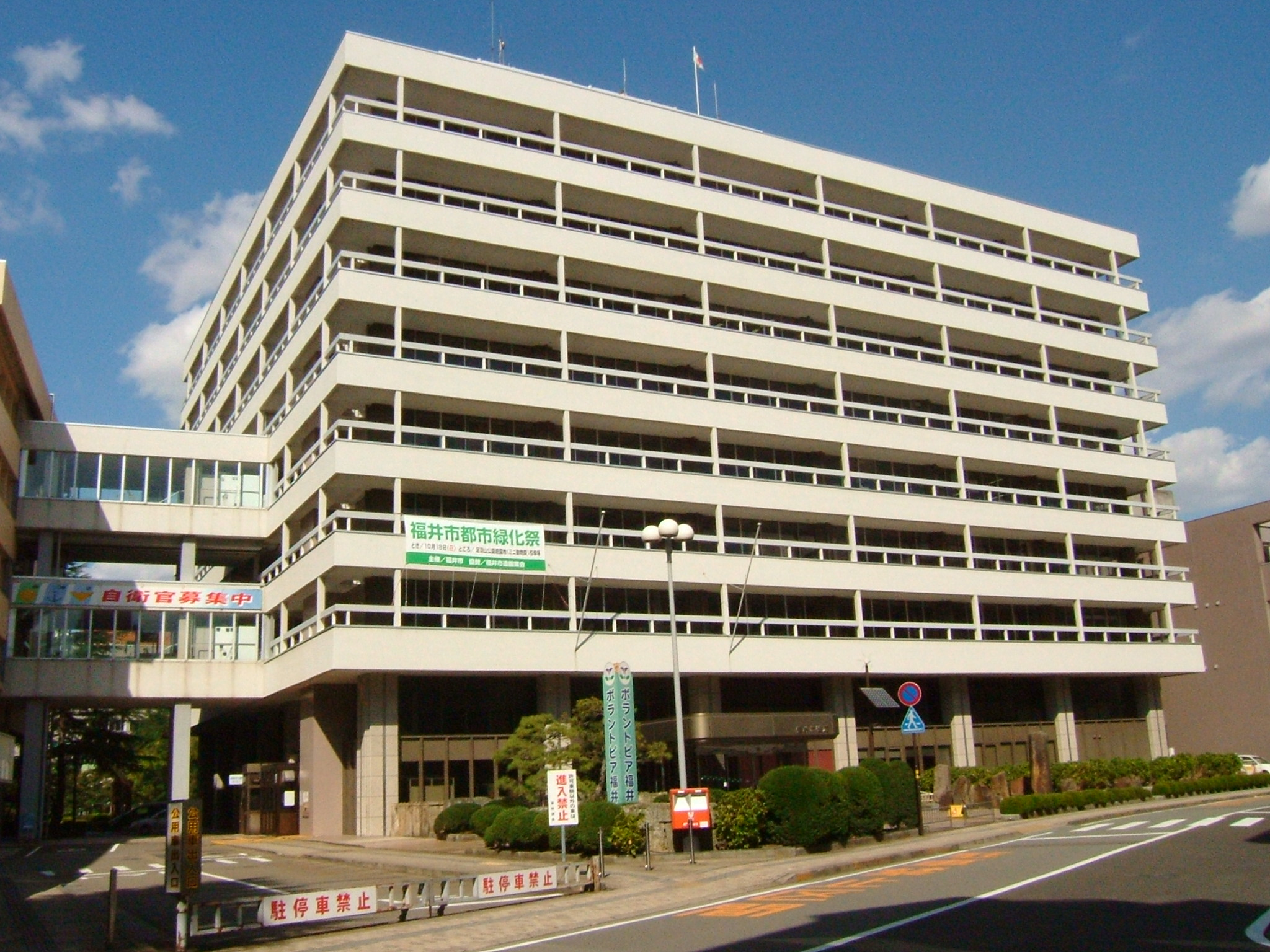
Stadshuset i Fukui